# Régiment d’Auxerrois (1692)
Das Régiment d’Auxerrois war ein Infanterieregiment der französischen Armee im Königreich Frankreich. Es war das erste Regiment dieses Namens. Eine Nachfolgeeinheit wurde 1776 aufgestellt und bestand als 12e régiment d’infanterie bis in die 1960er Jahre.

## Aufstellung und signifikante Änderungen
- 4. Oktober oder 12. November 1692: Aufstellung des Régiment d’Auxerrois, benannt nach der damaligen Provinz Auxerrois (Bourgogne-Franche-Comté). Verwendet wurden 13 Kompanien aus ehemaligen Garnisonsbataillonen. Eine wurde in eine Grenadierkompanie umgewandelt.
- 10. Februar 1749: Auflösung und Eingliederung der Grenadiere in das Régiment des Grenadiers de France. Der Rest kam zum Régiment de Flandre.

### Fahnen
Das Regiment führte drei Fahnen, eine weiße Leibfahne (drapeau colonel) und zwei Ordonnanzfahnen.

### Uniformierung
Rote Aufschläge, Knöpfe und Borten in Silber.

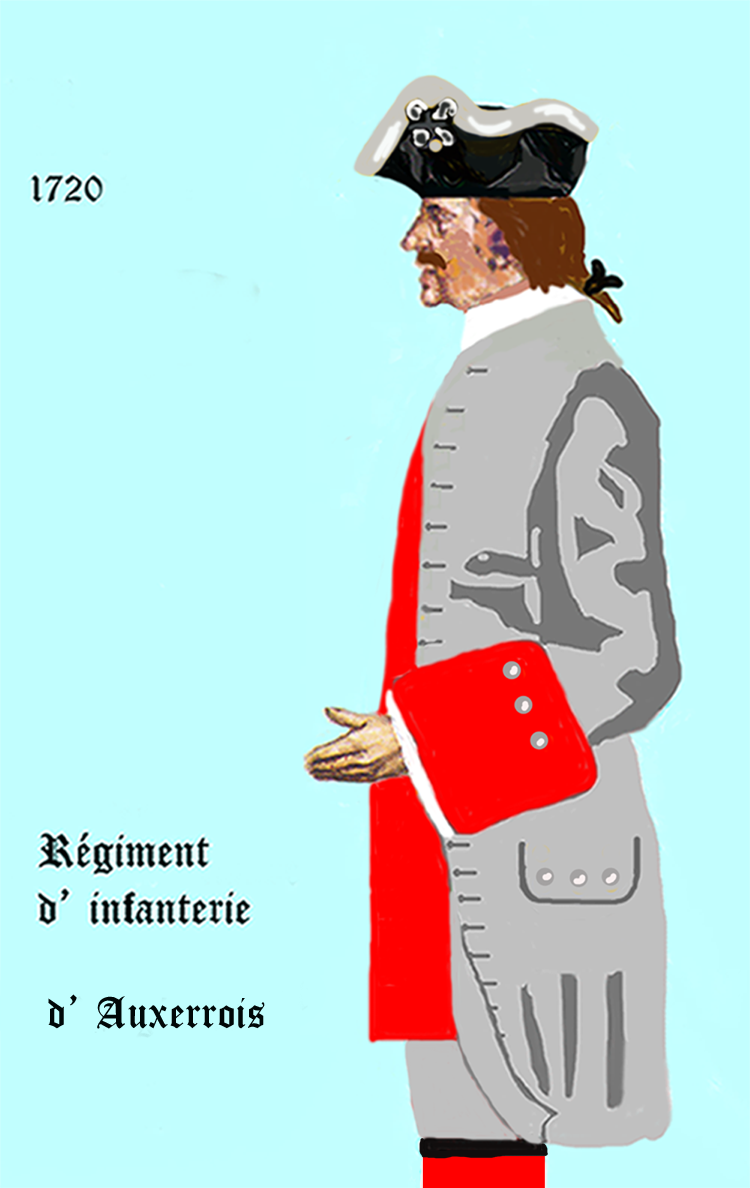
Régiment d’Auxerrois  1720 bis 1734
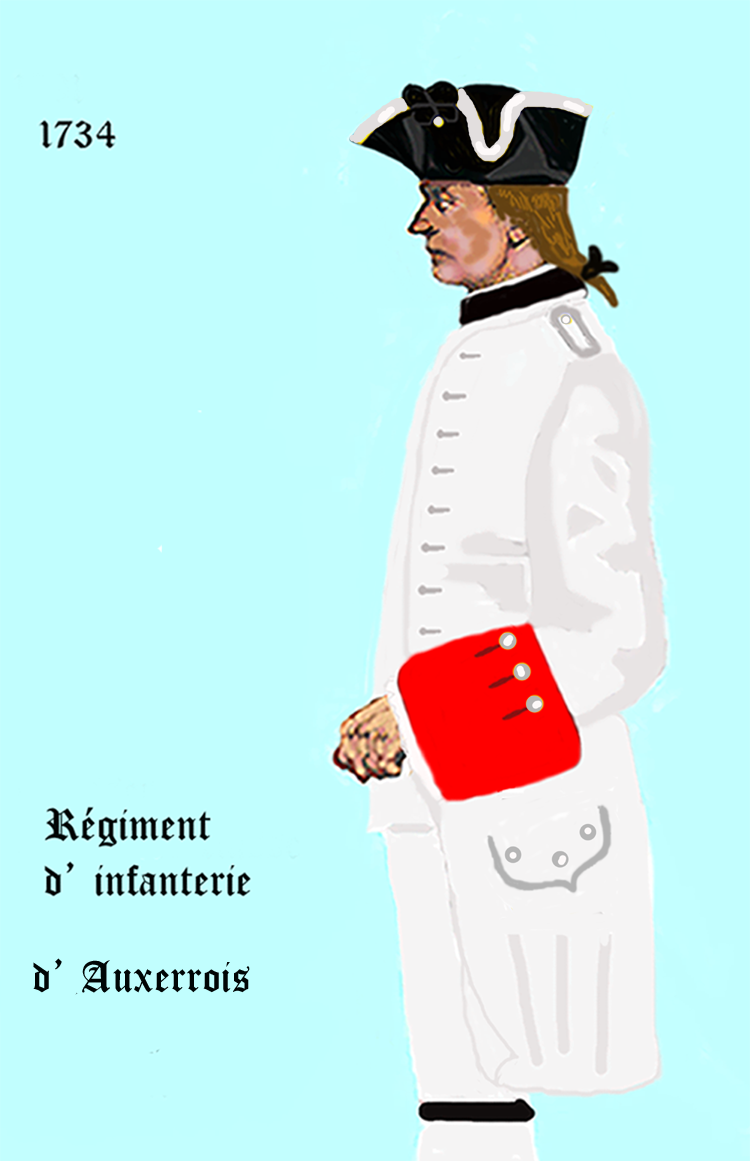
Régiment d’Auxerrois  1734 bis 1749

### Mestres de camp und Colonels
Mestre de camp war von 1569 bis 1661 und von 1730 bis 1780 die Rangbezeichnung für den Regimentsinhaber und/oder den tatsächlichen Kommandeur eines Infanterieregiments. Die Bezeichnung „Colonel“ wurde von 1721 bis 1730, von 1791 bis 1793 und ab 1803 geführt. Sollte es sich bei dem Mestre de camp/Colonel um eine Person des Hochadels handeln, die an der Führung des Regiments kein Interesse hatte, so wurde das Kommando dem „Mestre de camp lieutenant“ (oder „Mestre de camp en second“) respektive dem Colonel-lieutenant oder Colonel en second überlassen.
- 4. Oktober 1692: der Comte de Vaussieux
- 1702: d’Amfreville
- 1709: Louis Henri d’Harcourt, comte de Beuvron
- 21. September 1716: François Perron de Bellisle
- März 1718: der Comte d’Oisy
- August 1733: Eustache de Conflans, marquis de Saint-Rémy, genannt Marquis de Conflans
- 9. Februar 1742: Louis Charles de Lorraine, comte de Brionne
- 6. März 1743: Louis Joseph de Saint-Véran, marquis de Montcalm

## Einsatzgeschichte

### Pfälzischer Erbfolgekrieg
- 1688 bis 1697: Einsatz im Pfälzischen Erbfolgekrieg. 1698 stand das Regiment noch in Deutschland.

### Spanischer Erbfolgekrieg
- 1702 bis 1713: Einsatz im Spanischen Erbfolgekrieg

1703: Garnison in Breisach, vor Landau, Schlacht am Speyerbach
1704: Kämpfe in Bayern, Erste Schlacht bei Höchstädt
1705 bis 1708: Gefechtstätigkeit am Rhein
1708: Gefechtstätigkeit in Flandern
1709 bis 1712: Kämpfe an der Lauter
1713: bei der Belagerung von Landau sowie der Belagerung und Eroberung von Freiburg im Breisgau

### Österreichischer Erbfolgekrieg
- Zwischen 1744 und 1748 war das Regiment im Piemont eingesetzt (1745 stand es in Rivarone). Bei Kriegsende lag es in Nizza.